# Hilaria Supa Huamán
 (juin 2016).
Si vous disposez d'ouvrages ou d'articles de référence ou si vous connaissez des sites web de qualité traitant du thème abordé ici, merci de compléter l'article en donnant les références utiles à sa vérifiabilité et en les liant à la section « Notes et références ».
Hilaria Supa Huamán (1957-) est une indienne Quechua et une femme politique péruvienne, ancienne membre du Congrès et parlementaire. Elle est l'une des porte-parole des femmes indigènes stérilisées de force par le gouvernement d'Alberto Fujimori entre 1995 et 2001. 

## Biographie
Dirigeante paysanne de la région de Cuzco,  elle commença ses actions militantes en 1991en étant l'une des fondatrices de la Fédération paysanne des femmes d'Anta dont elle devient secrétaire générale en 1994. C'est à ce titre qu'elle participe à la Conférences des femmes à Pékin en 1995.
Elle fait partie des premières femmes « indigènes » à se révolter, en 1997, contre le gouvernement d'Alberto Fujimori qui fit stériliser de force 331 000 femmes, pour la plupart indiennes, entre 1995 et 2001.  Elle fonda alors l'Association des douze d'Anta, un regroupement de douze paysannes qui recensa les victimes de stérilisations et déposa plainte contre les autorités. Ensemble, elles organisèrent une marche de Cuzco à Lima pour obtenir des compensations et des aides médicales. Ces actions lui vaut d'être exclue de la direction de la Fédération paysanne.

## Parcours politique
Elle fut élue au Conseil de la République du Pérou comme candidate de l’Union pour le Pérou ; ce fut la première membre du Congrès d’origine andine dans l’histoire du Pérou. Elle prêta serment en langue indigène : le quechua de Cuzco, et fut suivie par sa collègue Maria Sumire, ce qui leur valut des critiques de la part de la congressiste fujimoriste Martha Hildebrandt (en).
En août 2010, elle est élue présidente de la Commission pour l'Education du Congrès péruvien. Bien que les membres de l'Alliance populaire révolutionnaire américaine aient critiqué ce choix, elle obtint le soutien d'experts de l'éducation du pays.
En 2011, elle est élue au Parlement andin pour représenter le Pérou.

## Distinctions
- Prix du parlement andin[7]
- Ordre du Mérite féminin (Pérou)[7]

## Œuvres
- (es) Hilos de mi vida – El testimonio de Hilaria Supa Huamán, una campesina quechua, Lima, Willkamayu Editores, 2002